# Clinanthus luteus
Clinanthus luteus är en amaryllisväxtart som beskrevs av Herb.. Clinanthus luteus ingår i släktet Clinanthus, och familjen amaryllisväxter.
Artens utbredningsområde är Peru. Inga underarter finns listade i Catalogue of Life.